# Averlo en Frieswijk
Averlo en Frieswijk zijn buurtschappen in het landelijk gebied van de gemeente Deventer, in de streek Salland van de Nederlandse provincie Overijssel. Averlo was vroeger een van de zes marken in het schoutambt Colmschate. Frieswijk is van oudsher een landgoed.
De gezamenlijke oppervlakte beslaat bijna 15 km², voornamelijk bestaande uit weide, landbouwgrond en bospercelen in een zogenoemd coulisselandschap. Er wonen ongeveer 400 mensen verspreid door het gebied. De buurtschappen kennen geen eigen voorzieningen maar zijn aangewezen op Wesepe, Schalkhaar of Heeten. De ligging is ongeveer drie kilometer ten noorden van de stad Deventer aan de weg naar Raalte.
De vereniging 'Plaatselijk Belang Averlo-Frieswijk' die belangen van de bewoners van de buurtschappen behartigt werd opgericht in 1934.

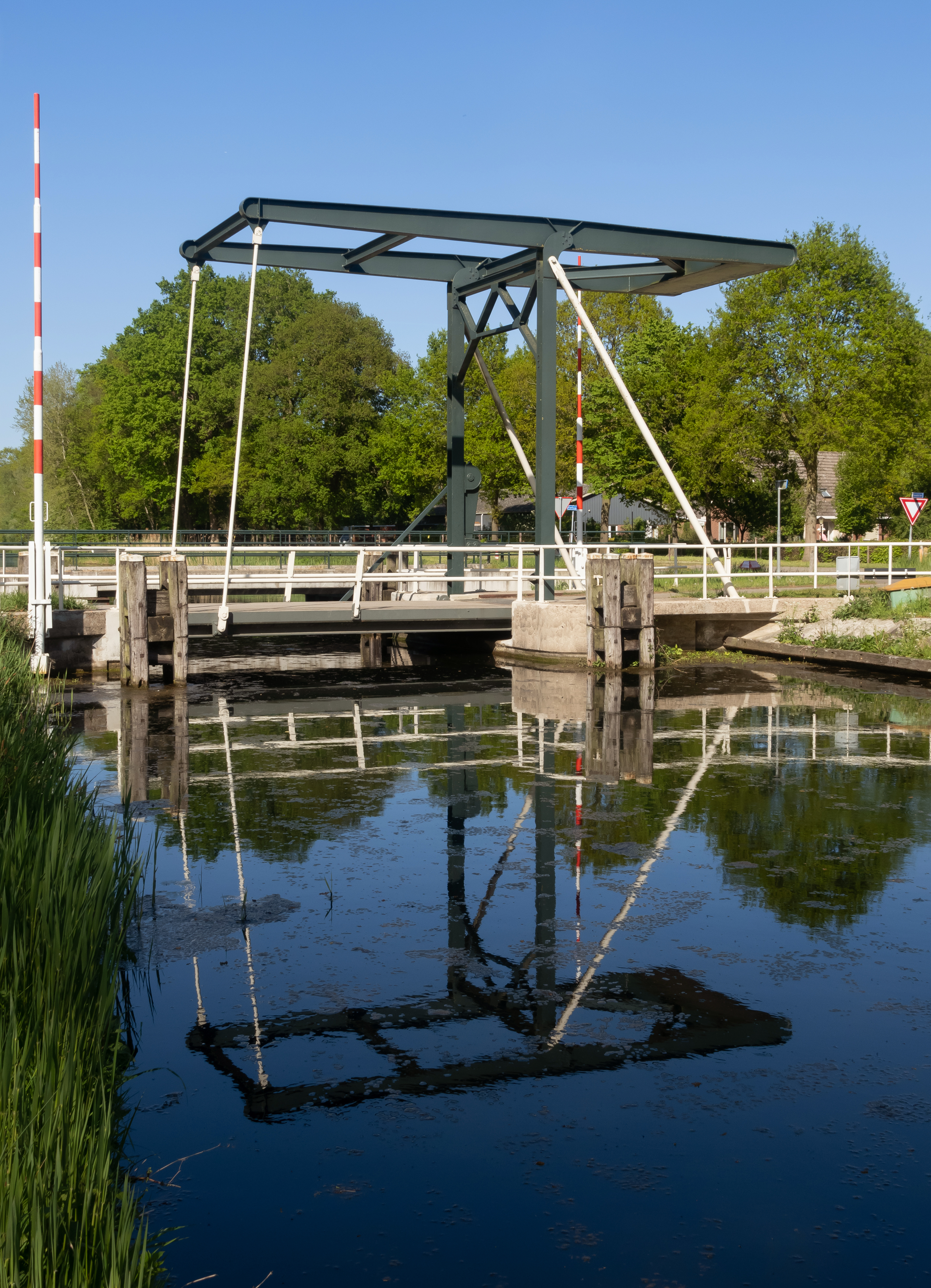
Frieswijk, de Zandbelterbrug